# Wojna trzydziestoletnia

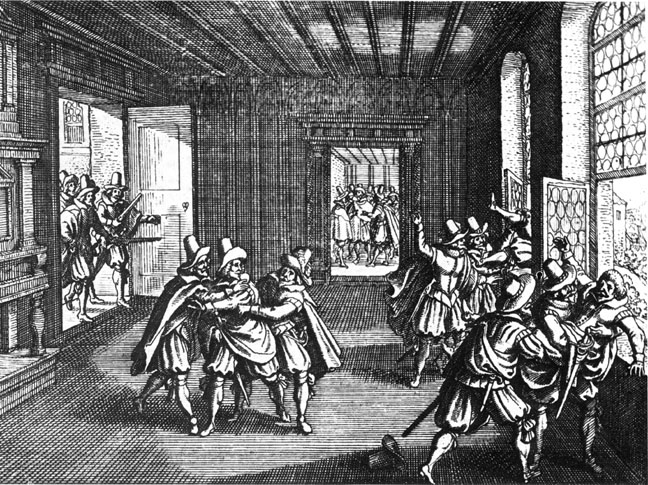
Defenestracja praska

Mapa działań wojny trzydziestoletniej

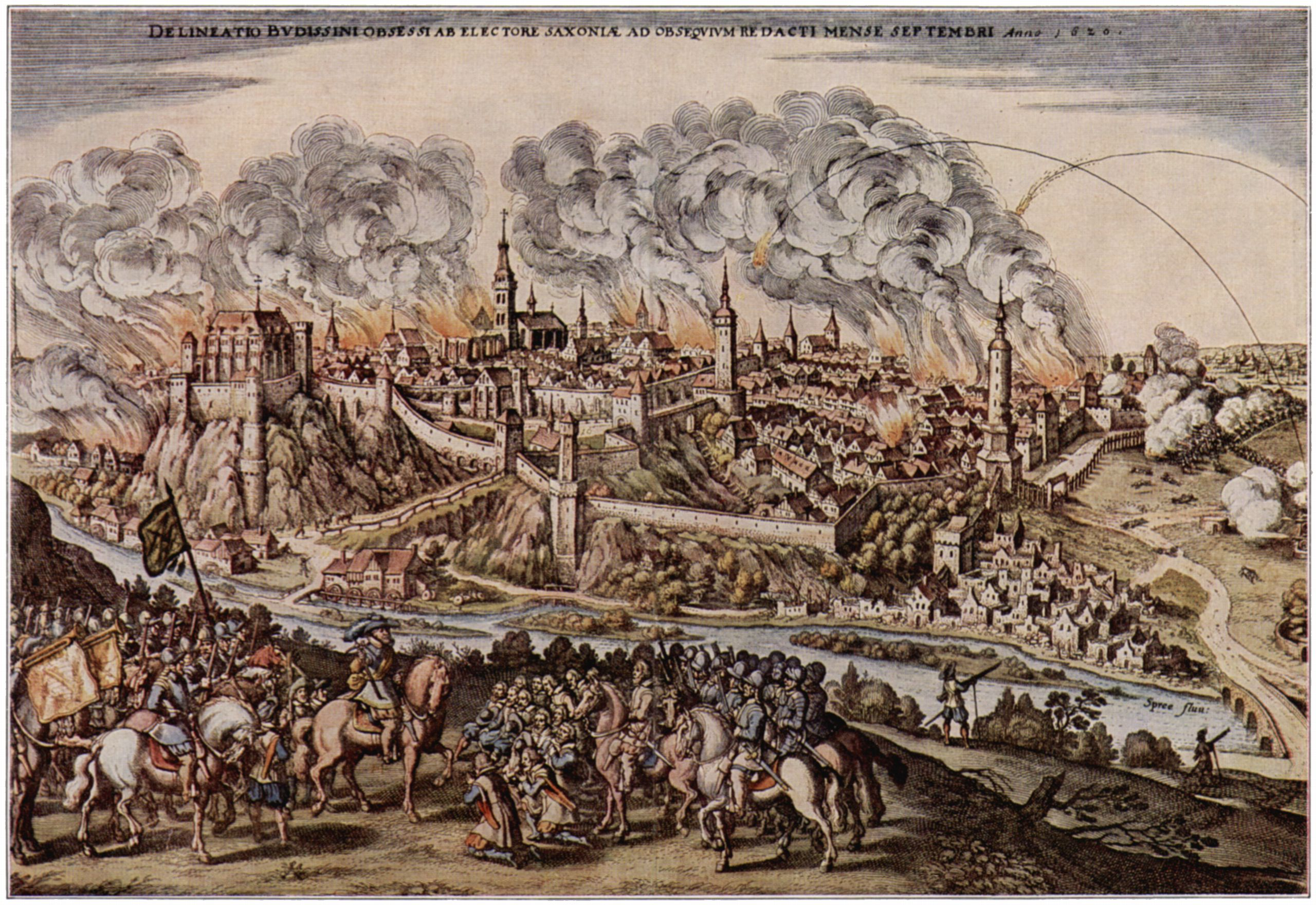
Oblężenie Budziszyna w 1620

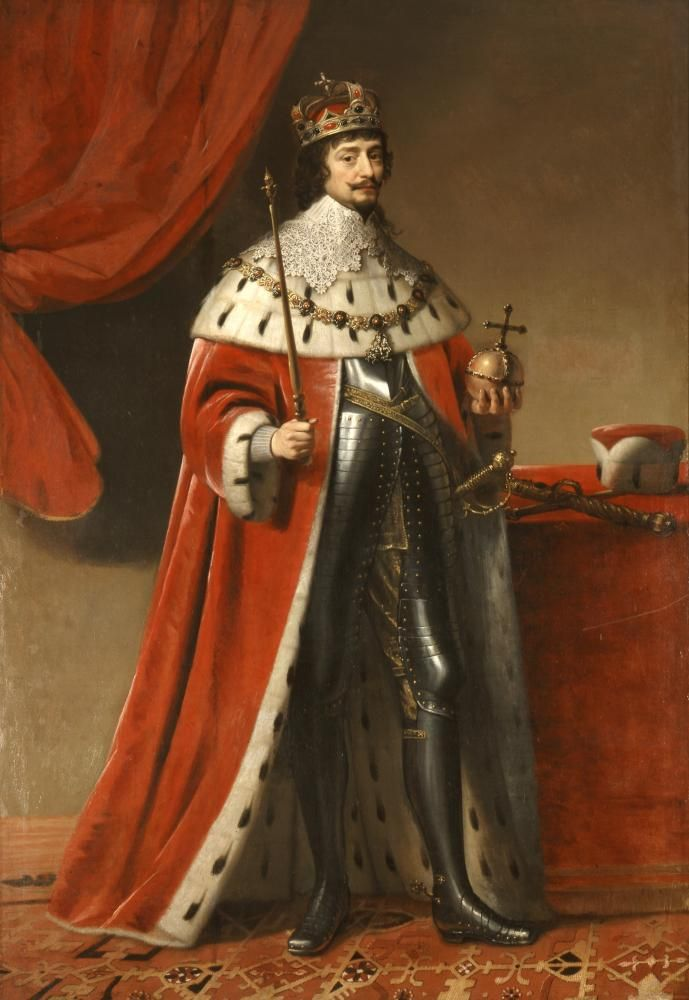
Fryderyk V Wittelsbach

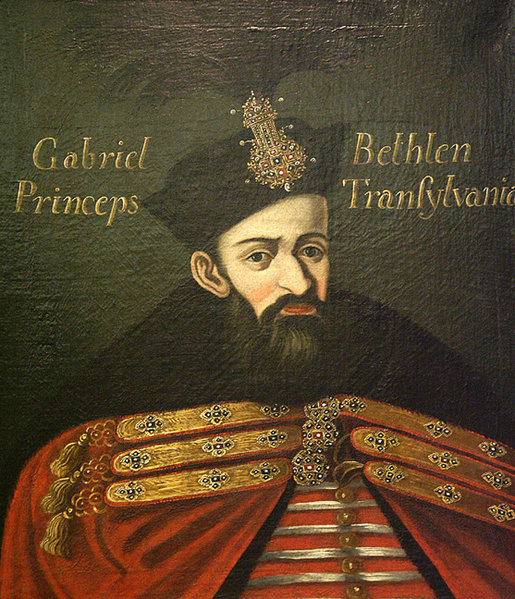
Gábor Bethlen

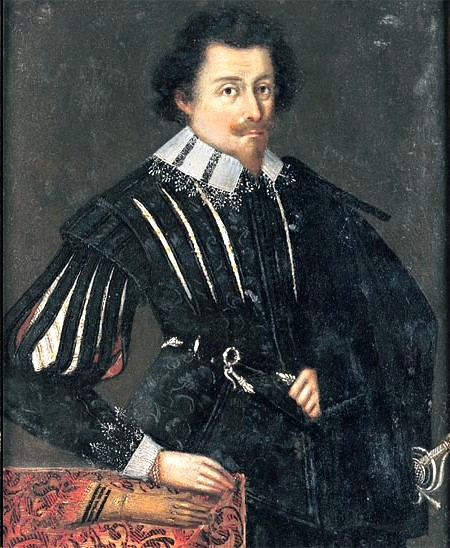
Albrecht von Wallenstein

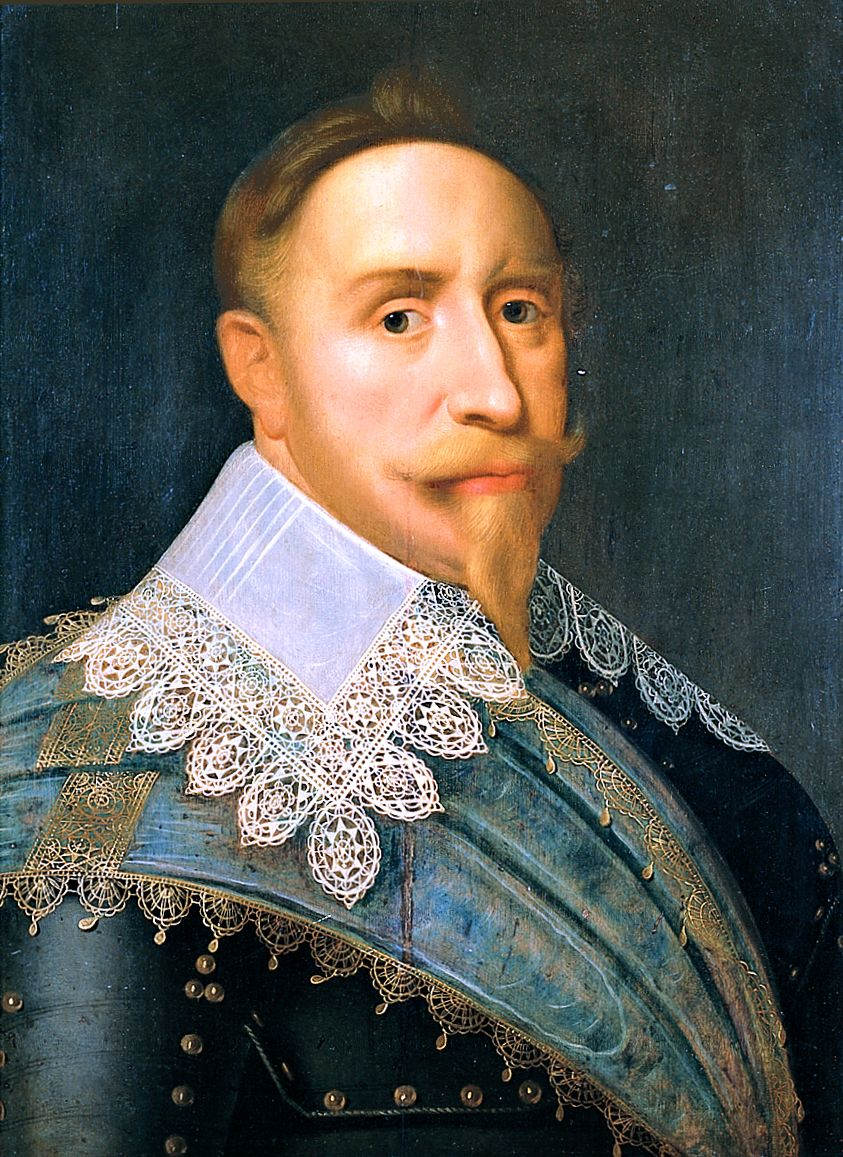
Gustaw II Adolf

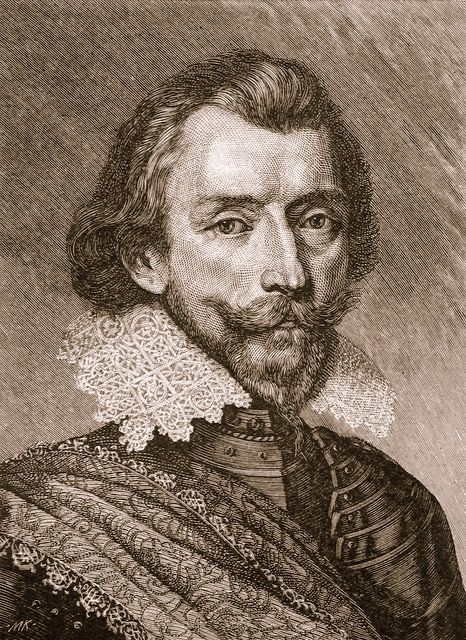
Ernst von Mansfeld

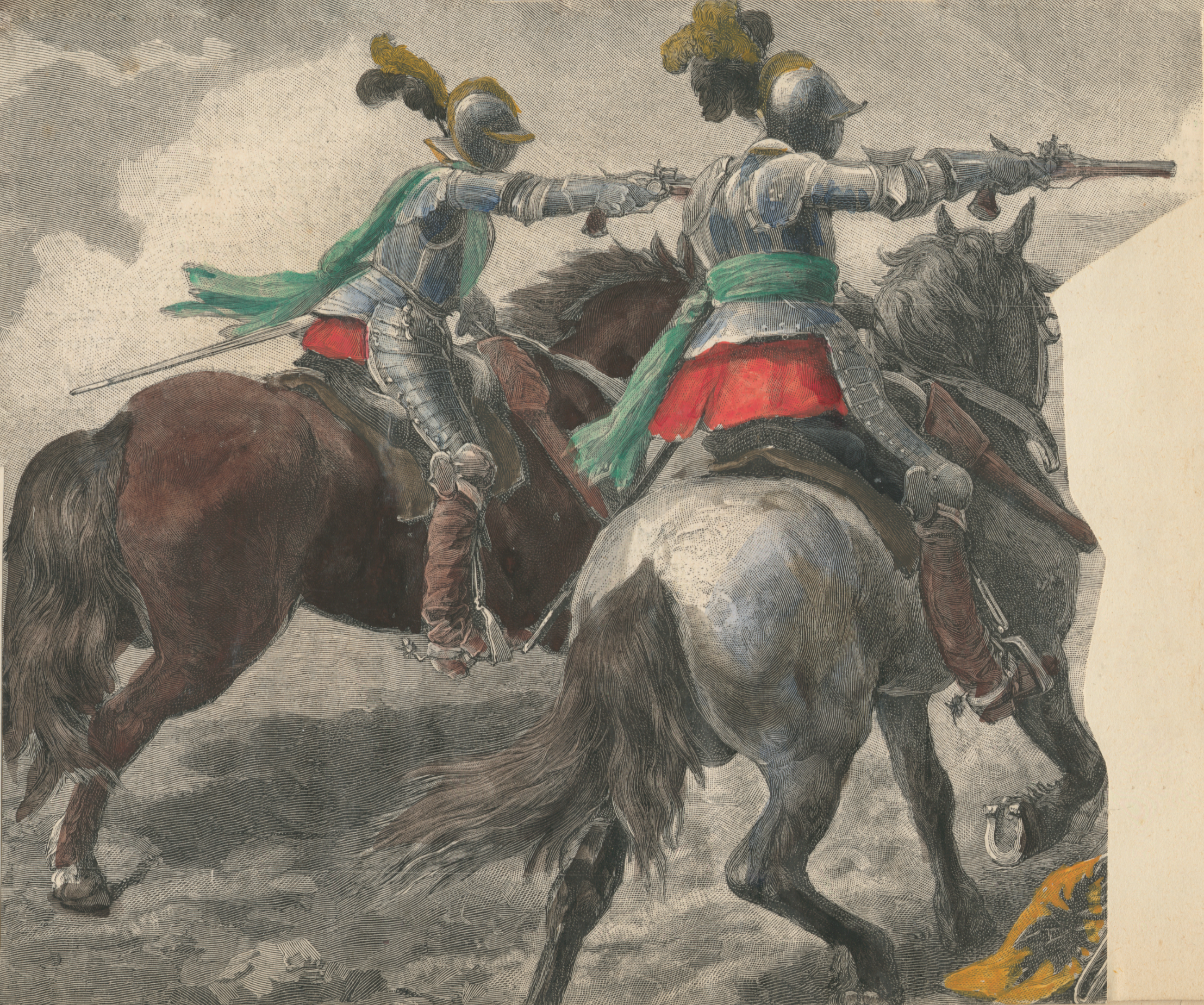
Kirasjerzy Pappenheima

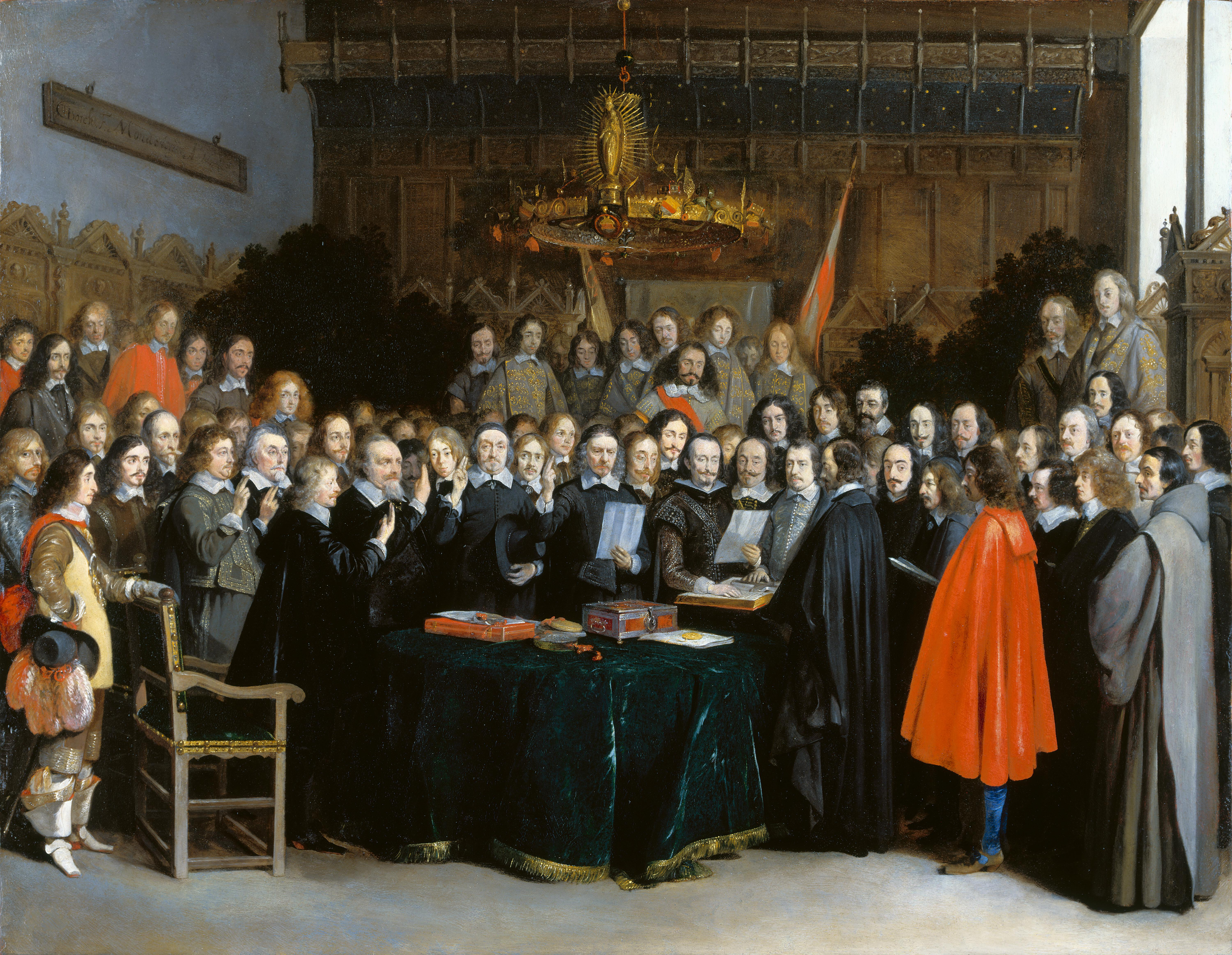
Pokój westfalski

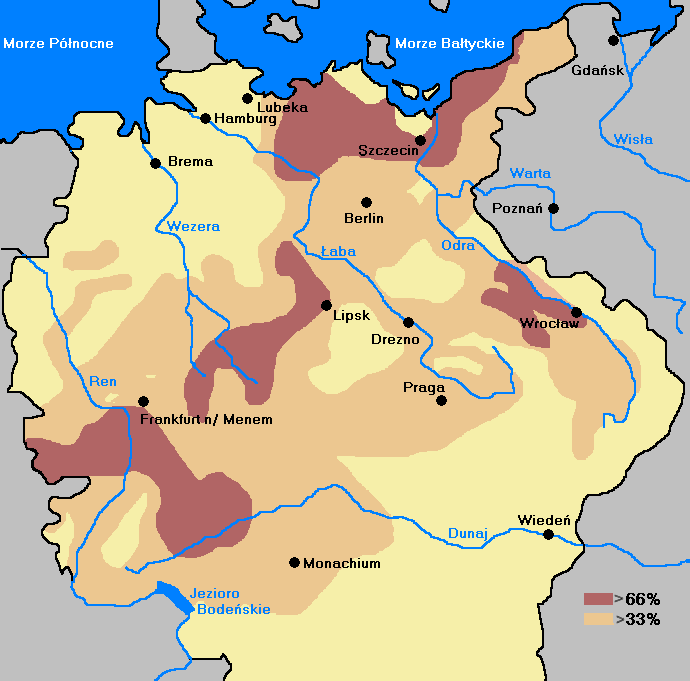
Straty ludnościowe w Rzeszy na skutek wojny

Wojna trzydziestoletnia (łac. Bellum tricennale) – europejski konflikt trwający od 23 maja 1618 do 24 października 1648 pomiędzy protestanckimi państwami Świętego Cesarstwa Rzymskiego (I Rzeszy) wspieranymi przez inne państwa europejskie (takie jak Szwecja, Dania, Republika Zjednoczonych Prowincji, Francja), a katolicką dynastią Habsburgów. Mimo że wojnę zainicjowały przyczyny natury religijnej, na jej długotrwałość wpłynęło m.in. dążenie mocarstw europejskich (nie tylko protestanckich) do osłabienia potęgi Habsburgów.
W historiografii konflikt ten dzielony jest na cztery fazy (okresy):
- 1618–1624 – okres wojny czesko-palatynackiej,
- 1624–1630 – duński okres wojny,
- 1630–1636 – szwedzki okres wojny,
- 1636–1648 – francusko-szwedzki okres wojny[1].

W wojnie tej, pośrednio lub bezpośrednio, uczestniczyły niemal wszystkie państwa europejskie.
Stronę katolicką reprezentowały państwa podległe Habsburgom (Austria i Hiszpania), niektóre księstwa I Rzeszy (m.in. Bawaria, niemieckie księstwa biskupie, m.in.: arcybiskupstwo Kolonii, arcybiskupstwo Moguncji oraz arcybiskupstwo Trewiru). Oficjalnie swojego wsparcia katolikom nie udzieliła Rzeczpospolita Obojga Narodów, jednak polskie oddziały lisowczyków (8–10 tys. żołnierzy) uczestniczyły w konflikcie, za zgodą króla Zygmunta III Wazy.
Po stronie protestanckich państw Rzeszy (m.in. Czech – w tym Śląska, Palatynatu, Brandenburgii, Saksonii, księstw meklemburskich) stanęła Dania (do 1629 roku), Siedmiogród, Szwecja i katolicka Francja.
Wojna nie zakończyła się zupełnym zwycięstwem strony protestanckiej. Jej głównymi skutkami, oprócz zapewnienia częściowej wolności wyznania na terenie Rzeszy, było osłabienie dynastii Habsburgów, wzmocnienie pozycji Francji i Szwecji oraz uznanie niepodległości Zjednoczonych Prowincji Niderlandów. Z drugiej strony Habsburgowie przeprowadzili rekatolicyzację Czech i umocnili swoją pozycję w tym państwie. Wojnę zakończył pokój westfalski podpisany w 1648 roku.

## Geneza wojny
Mimo pokoju w Augsburgu zawartego w 1555, katoliccy Habsburgowie dążyli do powstrzymania postępów reformacji w Niemczech, jak również do umocnienia władzy cesarskiej i politycznej jedności Rzeszy oraz wspierali wysiłki kontrreformacyjne Kościoła i swych katolickich wasali. Protestanci, w odpowiedzi na akty naruszania prawa, jakich kilkakrotnie dopuścili się cesarze, powołali w 1608 roku tzw. Unię Protestancką (zwaną też Unią Ewangelicką), która miała reprezentować ich interesy w sejmie Rzeszy. Pretekstem do jej zawiązania były wydarzenia związane ze sprawą miasta Donauwörth. Unii przewodził palatyn reński, Fryderyk V. Protestanci zaczęli szukać sprzymierzeńców w państwach wrogo nastawionych do potężnego rodu Habsburgów.

### Tło historyczne
Święte Cesarstwo Rzymskie w XVII wieku stanowiło konglomerat kilkuset księstw, hrabstw, biskupstw i miast. Było także zróżnicowane pod względem religijnym oraz etnicznym. W Królestwie Czeskim, Saksonii, na Śląsku i księstwach północnych dominowały wyznania protestanckie, zaś Bawaria, Austria i liczne inne (zwłaszcza południowe) księstwa były katolickie. Księstwa protestanckie zrzeszone były w Unii Ewangelickiej, którą kierował elektor-hrabia Palatynatu, a państwa katolickie stworzyły w 1609 roku Ligę Katolicką, pod przewodnictwem Maksymiliana I, księcia Bawarii.
Panujący w Rzeszy cesarze z dynastii Habsburgów wierni byli ortodoksji katolickiej i w ramach polityki kontrreformacji prześladowali protestantów. Z kolei w państwach protestanckich dochodziło do prześladowania katolików. Tymczasem obrona wolności religijnej stała się dla ich poddanych, podobnie jak dla książąt Rzeszy, pretekstem do poszerzania zakresu swobód i ograniczania cesarskiej kontroli. Na tym tle doszło w 1609 do potwierdzenia zupełnej wolności religijnej w Czechach przez cesarza Rudolfa II (tzw. List majestatyczny). Nowy cesarz Maciej nie dotrzymywał wolności i dlatego w Pradze 23 maja 1618 doszło do sporu i ostrego konfliktu w zamku królewskim na Hradczanach, w wyniku którego protestanccy delegaci czescy wyrzucili przez okno katolickich przedstawicieli cesarskich (defenestracja praska). Stało się to bezpośrednią przyczyną wojny pomiędzy stanami czeskimi a nowo wybranym królem Ferdynandem II, która następnie rozprzestrzeniła się na całą Rzeszę i stała się wojną między Unią Protestancką a Ligą Katolicką.

## Przebieg działań wojennych

### Okres czesko-palatynacki 1618–1624
Po zerwaniu z Cesarstwem (Czeskie powstanie stanowe), w Czechach utworzono dyrektoriat – powstańczy rząd czeski, składający się z 30 dyrektorów. Na jego czele stanął Vaclav Vilem z Roupova, a dowódcą sił zbrojnych został hr. Heinrich Thurn. Powstańcy, realnie oceniając swoje możliwości, oczekiwali pomocy ze strony dwóch silnych ośrodków protestantyzmu w Europie: Anglii i Niderlandów, licząc także na wsparcie protestanckich sąsiadów. W odpowiedzi na te oczekiwania w 1619 Stany Generalne Niderlandów sfinansowały zaciąg wojskowy; powstały oddziały pod wodzą kondotiera hr. Mansfelda. Wsparcia udzielił też Śląsk, którego mieszkańcy zobowiązali się do zabezpieczenia granicy z Rzecząpospolitą Obojga Narodów, ze strony której spodziewano się prohabsburskiej interwencji. Anglia, z polecenia Jakuba I, podjęła się mediacji pomiędzy powstańcami a cesarzem Maciejem (misja Jamesa Haya, Lorda Doncaster). Stany morawskie, pod wodzą Karola Żerotina, opowiedziały się natomiast za pokojowym rozwiązaniem konfliktu z Habsburgami i odmówiły protestantom pomocy wojskowej.
Sytuacja stopniowo zaostrzała się: uwięziony został biskup Wiednia, kardynał Melchior Klesl, a 20 marca 1619 zmarł cesarz Maciej. Ostatecznie upadła idea rokowań pokojowych, czego bezpośrednią przyczyną stał się wybór królewski stanów czeskich – 26 lipca 1619 – elektora Palatynatu Fryderyka V, zięcia Jakuba I. Równocześnie z woli elektorów niemieckich, wśród których przeważali katolicy, 28 sierpnia 1619 rzymsko-niemiecką koronę cesarską objął religijny fanatyk, styryjski arcyksiążę Ferdynand II, jeszcze przed wybuchem konfliktu wybrany też na króla Czech i Węgier.
Dostrzegając swoją szansę w zaistniałej sytuacji, Węgry pod wodzą księcia siedmiogrodzkiego Gábora Bethlena, wspieranego przez Turcję, przeprowadziły zbrojną interwencję, docierając w listopadzie 1619 roku pod Wiedeń.. Postawionym w bardzo trudnej sytuacji Habsburgom udzielił wsparcia król Polski Zygmunt III Waza: jego pomoc zbrojna (lisowczycy) okazana procesarskiemu magnatowi węgierskiemu hr. Homonnai, pozwoliła odeprzeć atak Bethlena, który wycofał się spod Wiednia (tzw. pierwsza odsiecz wiedeńska) i został zmuszony do zawarcia rozejmu, lecz już w sierpniu 1620 na nowo rozpoczął walkę z Habsburgami.
W 1620 wojska cesarskie zostały wzmocnione przez oddziały hiszpańskie i bawarskie, które w połączeniu z siłami Johanna von Tilly, do przewagi w uzbrojeniu dodały również przewagę liczebną. Do decydującego starcia doszło 8 listopada 1620 podczas bitwy na Białej Górze, w której protestanci doznali zupełnej klęski, a ich wojska zostały praktycznie unicestwione. Jako jej główne przyczyny (oprócz przewagi liczebnej wojsk prokatolickich) podaje się nieudolność i skłócenie dowódców protestanckich, a także opuszczenie pola bitwy przez (zapewne przekupionego) hr. Mansfelda. „Zimowy król” Fryderyk opuścił tego dnia zamek na Hradczanach i uciekł do Palatynatu.
Pierwszym następstwem wojny okazała się pacyfikacja Czech. Od 20 lutego do 29 marca 1621 cesarski trybunał osądził 30 przywódców powstania, przy czym 27 z nich skazano na śmierć. Egzekucja 27 czeskich panów odbyła się 21 czerwca 1621 na rynku staromiejskim w Pradze. Trybunał wojskowy skazał na śmierć ponad 600 osób, głównie przedstawicieli czeskiej elity; konfiskowano majątki protestantów i rozdawano je osadnikom niemieckim, co było celowym działaniem prowadzącym do germanizacji. Skonfiskowane majątki ziemskie rozdawano przedstawicielom rodów katolickich z Austrii, Hiszpanii i Włoch. Czechy utraciły też autonomię i stały się dziedziczną posiadłością Habsburgów. W wyniku wojny i panującej w jej czasie zarazy, liczba ludności Czech zmniejszyła się z około 4 milionów na początku XVII wieku do około 1 miliona w połowie stulecia.
Ostateczne zakończenie tej fazy wojny stanowiło podpisanie przez Gábora Bethlena pokoju w Nikolsburgu z cesarzem w styczniu 1622.
Niektórzy historycy wyróżniają okres 1621–1625 jako oddzielny etap wojny, nazywając go okresem palatynackim. Po zajęciu i pacyfikacji Czech wojska skupiły się na pokonaniu protestantów w zachodniej części Niemiec, a także na okupacji Palatynatu. Nie dochodziło tam jednak do większych bitew, częściej za to podejmowano oblężenia miast i twierdz dla opanowania poszczególnych księstw.
Resztki protestanckiej armii dowodzonej przez Chrystiana Brunszwickiego usiłowały przedostać się do Niderlandów. Siły katolickie rozbiły je w bitwie pod Stadtlohn 6 sierpnia 1623. Ocalała jedynie trzecia część 21-tysięcznej armii; pozbawiona zapasów, dowództwa i pieniędzy, przestała istnieć w 1624 roku.
Po opanowaniu Czech wojna rozszerzyła się, obejmując znacznie szersze terytoria, gdyż wmieszały się do niej (lub zostały wciągnięte) wszystkie księstwa niemieckie i prawie wszystkie kraje ościenne: Hiszpania, Francja, Szwajcaria, Niderlandy, Rzeczpospolita, Dania, Szwecja, Siedmiogród. W trosce o własne interesy, przystępowały one do wojny w różnym czasie i z różnym zaangażowaniem. Na wielką skalę uczestniczyły w działaniach wojennych różnorodne oddziały najemne, opłacane przez zwaśnione strony. Należały do nich m.in. polskie oddziały konne lisowczyków, walczących w latach 1619–1620 na terytorium Węgier, a potem na ziemiach Cesarstwa (Czechy) i w krajach Rzeszy (Nadrenia).

### Okres duński 1625–1629
W latach 1625–1629 uczestniczyła w wojnie protestancka Dania. Król duński Chrystian IV, z wyznania luteranin, obawiał się bowiem, że Liga Katolicka, wzmocniwszy się na północy Niemiec, zagrozi interesom jego państwa na Bałtyku (od 1621 Dania kontrolowała Hamburg). Za jego rządów Dania znacznie wzmocniła się, dysponując znacznymi środkami finansowymi (m.in. otrzymanymi jako reparacje wojenne od Szwecji). Udziałowi Danii w wojnie sprzyjała też katolicka Francja pod rządami pierwszego ministra kardynała Richelieu, obawiająca się wzrostu potęgi Habsburgów. Wszystko to umożliwiło stworzenie 20-tysięcznej inwazyjnej armii duńskiej.
Cesarz Ferdynand II pozyskał wówczas pomoc Albrechta von Wallensteina, z pochodzenia Czecha, wzbogaconego o znaczne dobra z konfiskat po bitwie na Białej Górze. Po wstępnych sukcesach wojska protestanckie dowodzone przez Mansfelda, zostały rozbite w 1626 przez Wallensteina w bitwie pod Dessau, a główne siły duńskie Chrystiana IV przegrały kolejne starcie w bitwie pod Lutter am Barenberge z wojskami Johana Tilly’ego. Niedługo po tych zdarzeniach zmarł pokonany i wykluczony z działań wojennych Mansfeld.
Dodatkowo sytuację Duńczyków skomplikowało zaangażowanie protestanckiej Szwecji w wojnę z Polską oraz uniemożliwiająca interwencję Francji wojna domowa.
Mimo wtargnięcia na terytorium Danii i opanowania go (z wyjątkiem wysp), lądowe wojska Wallensteina nie były w stanie pokonać Duńczyków. Wymagałoby to stworzenia silnej cesarskiej floty, na co nie godziła się Polska oraz miasta hanzeatyckie, i na co Cesarstwo nie posiadało też wystarczających środków finansowych. Z tego względu 22 maja 1629 podpisano pokój w Lubece, na mocy którego Danii przywrócono utracone terytoria pod warunkiem nieingerowania w sprawy państw Rzeszy.

### Okres szwedzki 1630–1634
Silna pozycja Habsburgów niepokoiła Francję, która bezpośrednio nie zamierzała angażować się w wojnę. Podjęła za to działania mające na celu skłonienie luterańskiej Szwecji do udziału w wojnie – francuscy dyplomaci pomogli w podpisaniu rozejmu w Starym Targu pomiędzy będącymi w stanie wojny Polską a Szwecją. Dzięki temu król szwedzki Gustaw II Adolf mógł na terytorium Rzeszy wykorzystać swą zdyscyplinowaną i dobrze wyposażoną (m.in. w muszkiety, artylerię) armię, uznawaną wówczas za najlepszą w Europie. Oprócz woli pomocy protestantom do interwencji kierowała nim również obawa utraty wpływów na wybrzeżach Bałtyku.
Nękane przez Wallensteina kraje północnych Niemiec same wezwały na pomoc króla szwedzkiego. Wykorzystał on sytuację osłabienia potencjału Habsburgów porażkami w trakcie walk w Niderlandach i Włoszech. W lipcu 1630 Gustaw Adolf wylądował na ziemiach państw Rzeszy, zmuszając pomorskiego księcia Bogusława XIV do zawarcia z nim sojuszu. Początkowo główne siły niemieckich protestantów nieufnie odnosiły się do możliwości współdziałania ze Szwedami, a elektorzy Brandenburgii i Saksonii stronili od związania się z Gustawem Adolfem. W styczniu 1631 szwedzki monarcha jednak zawarł umowę z kardynałem Richelieu: Francuzi mieli wspierać Szwedów militarnie i finansowo, a Szwedzi pozostawać neutralnymi wobec Ligi Katolickiej (oficjalnie Francja była sojuszniczką katolickiej Bawarii, jedynie Habsburgowie uważani byli za wrogów przez kardynała Richelieu).
Gdy Gustaw Adolf wkroczył do Meklemburgii, protestanci zebrani na zjeździe w Lipsku zdecydowali się pozostać po stronie cesarza. Dopiero spalenie Magdeburga przez wojska cesarskie, w maju 1631 spowodowało, że elektor brandenburski Jerzy Wilhelm, landgraf heski Wilhelm i kilku pomniejszych książąt protestanckich przeszło na stronę Szwedów. Wobec zajęcia Saksonii przez wojska cesarskie, do układu ze Szwedami przystąpił też we wrześniu elektor saski Jan Jerzy.
17 września 1631 doszło do bitwy pod Breitenfeld na północ od Lipska w Saksonii. Dowodzone przez hrabiego Tilly wojska cesarskie doznały ciężkiej porażki od Szwedów, którzy zajęli Turyngię i podjęli marsz przez południowe ziemie niemieckie. Ligę Katolicką w tym czasie rozwiązano. W kwietniu 1632 roku Szwedzi, po zajęciu Norymbergi, pokonali siły cesarskie w bitwie nad rzeką Lech, po czym zajęli Bawarię i Alzację, przechylając szalę zwycięstwa na rzecz protestantów. Otworzyło to drogę Szwecji do opanowania całego obszaru państw niemieckich; skłoniło też Ferdynanda II do porozumienia się z Wallensteinem (układ w Göllersdorf), zwłaszcza że w 1632 po bitwie pod Rain zmarł w wyniku odniesionych ran hrabia Tilly.
Na początku 1632 roku szwedzki monarcha nakreślił plany zastąpienia katolickiego uniwersalistycznego Świętego Cesarstwa protestanckim imperium germańskim pod przywództwem Szwecji (Corpus Evangelicorum); według tych projektów Szwecja miałaby też opanować niemieckie wybrzeża Morza Bałtyckiego, a król szwedzki miał zostać elektorem Moguncji.
25 maja 1632 wojska Wallensteina odbiły Pragę, zajętą w grudniu 1631 przez wojska saskie. Spieszący na pomoc Saksonii król szwedzki osaczony został przez przeważające siły cesarsko-bawarskie Wallensteina pod Norymbergą. Dzięki posiłkom, które Szwedzi otrzymali pod koniec sierpnia to armia szwedzka zaczęła oblegać wojska cesarskie, lecz szturm przypuszczony 3 września zakończył się niepowodzeniem. Gustaw Adolf zmuszony był jednak zrezygnować z planowanej napaści na Wiedeń i skierował się do Saksonii, gdzie armie szwedzka i cesarska starły się 16 listopada 1632 nieopodal Lipska w bitwie pod Lützen.
Historycy nie są zgodni w ocenie skutków tej bitwy, gdyż mimo odwrotu wojsk cesarskich i utraty znacznej części wyposażenia, armia Wallensteina nie została rozbita. Istotny był również fakt śmierci Gustawa II Adolfa na polu walki, dotkliwszą stratę ponieśli więc Szwedzi; po jego zgonie rządy w Szwecji objął kanclerz państwa i namiestnik okupowanych Niemiec Axel Oxenstierna, natomiast dowodzenie – marszałek Gustaf Horn. Pewne fakty późniejsze wskazują na próby przekupienia Wallensteina przez Szwecję, którego prawdopodobnie zjednywano perspektywą objęcia tronu czeskiego po zwycięstwie protestantów.
W kwietniu 1633 Oxenstierna zawarł z książętami południowo-zachodnich Niemiec porozumienie zwane Ligą w Heilbronn, zakładające wspólną walkę o większe swobody dla książąt niemieckich. Nie przystąpili do niej jednak elektorzy Saksonii i Brandenburgii. We wrześniu 1633 Wallenstein pokonał pod Ścinawą na Dolnym Śląsku wojska szwedzkie broniące czeskich protestantów. Mimo to w 1634 prowadził tajne rokowania ze Szwedami i Francuzami; jego polityka doprowadziła ostatecznie do zamordowania go na zlecenie cesarza w lutym 1634.
Do decydującej bitwy doszło pod Nördlingen w dniach 5–6 września 1634, gdzie przeciwko sobie stanęły wojska cesarskie (oficjalnie dowodził król Czech i Węgier Ferdynand III Habsburg, faktycznie generał Matthias Gallas), wsparte przez oddziały hiszpańskie kardynała-infanta Ferdynanda Habsburga, oraz armia szwedzko-saska pod dowództwem księcia Bernarda, księcia Saksonii-Weimaru. Siły katolickie odniosły tam zwycięstwo, co poskutkowało przejściem wielu książąt niemieckich na stronę cesarstwa, a także wycofaniem oddziałów szwedzkich z południowych obszarów Niemiec.
Klęska pod Nördlingen doprowadziła jednak również do zawarcia 30 maja 1635 pokoju w Pradze pomiędzy cesarzem i książętami (członkowie Ligi Heilbrońskiej odmówili podpisania tego układu). Zgodnie z jego postanowieniami zawieszony został edykt restytucyjny, a książęta Meklemburgii i Pomorza odzyskali swe władztwa. Niektóre wyłączone wielkie państwa kościelne (m.in. Heidelberg, Verden, Brema) pozostały w rękach katolików. Armie niemieckie miały teraz walczyć wspólnie pod naczelnym dowództwem cesarza oraz elektorów jako jego podkomendnych. Po zawarciu pokoju na stronę cesarza przeszedł elektor brandenburski Jerzy Wilhelm. Układ ten zdecydowanie pogorszył sytuację Szwedów w Niemczech.

### Okres francuski (francusko-szwedzki) 1635–1648
Wobec zagrożenia sukcesem Habsburgów Francja zdecydowała się wreszcie na uczestnictwo militarne zamiast dotychczasowych działań dyplomatyczno-finansowych. W kwietniu 1635 w Paryżu Szwecja i Francja zawarły traktat, na podstawie którego monarchia Burbonów 18 maja 1635 otwarcie wypowiedziała wojnę Cesarstwu i zdecydowała się wspólnie ze Szwedami wspierać protestantów niemieckich. W tym samym roku Francuzi pod wodzą kardynała Ludwika de la Vallette’a zajęli leżącą w granicach Cesarstwa Alzację. Dowodzona przez Bernharda von Sachsen-Weimar armia francuska wsparła działania protestantów, najeżdżając należące do hiszpańskich Habsburgów posiadłości w Niderlandach (terytoria dzisiejszej Belgii). Wojska Habsburgów pod komendą Johanna von Werth przystąpiły do kontrofensywy, zagrażając w 1636 Paryżowi. Księciu weimarskimu udało się je odeprzeć i wspólnie z siłami szwedzkimi podjął własną kontrofensywę. W następnym roku wojska cesarskie i saskie wkroczyły na Pomorze i do Meklemburgii, lecz po początkowych sukcesach zostały pokonane przez Szwedów Johana Banéra w bitwie pod Wittstock.
15 lutego 1637 zmarł cesarz Ferdynand II Habsburg zastąpiony na tronie przez syna Ferdynanda III.
Od 1638 widoczną przewagę w konflikcie osiągnęła strona protestancko-francuska. Wojskom szwedzko-francuskim udało się opanować Nadrenię i część Alzacji, a także Śląsk i część obszaru Czech.
Jesienią 1639 holenderski admirał Maarten Tromp zniszczył w bitwie na płyciźnie Downs hiszpańską flotę Habsburgów, co ostatecznie przesądziło o usunięciu dla Holendrów zagrożenia ze strony potęgi Hiszpanii. Hiszpańskie próby wciągnięcia do wojny Rzeczypospolitej nie powiodły się mimo zawarcia przez oba państwa traktatu w Neapolu w 1639.
W końcu czerwca 1641 wojska Habsburgów poniosły klęskę pod Wolfenbüttel, w następstwie czego cesarz Ferdynand przystał na podjęcie rokowań pokojowych z Francuzami i Szwedami w Münster i Osnabrück, rozpoczętych ostatecznie w 1643.
W 1642 po śmierci twórcy koalicji francusko-szwedzkiej, kardynała Richelieu oraz (w rok później) króla Ludwika XIII, władzę we Francji objął niepełnoletni Ludwik XIV, a rządy w jego imieniu przejął kardynał Mazzarini. Zmiany te nie wpłynęły istotnie na zaangażowanie wojenne Francji, chociaż Mazzarini dążył do podjęcia rokowań pokojowych, do czego doszło w 1644 (przy czym nie zawieszono działań militarnych).
W 1643 siły hiszpańskie zaatakowały francuską twierdzę Rocroi i poniosły tam dotkliwą klęskę; w niespełna dwa miesiące później Hiszpania rozpoczęła negocjacje pokojowe z Francją i Szwecją.
Wcześniej zmieniło się polityczne stanowisko Danii, która w 1643 przeszła na stronę cesarstwa, jednakże po pokonaniu przez Szwedów, którzy do 1645 roku opanowali Jutlandię i Bornholm, zmuszona została do zawarcia pokoju w Brömsebro, na mocy którego utraciła wschodniobałtyckie wyspy Gotlandię i Ozylię oraz norweskie prowincje Jämtland i Härjedalen. Sprawę protestantów poparł natomiast Siedmiogród i jego władca, Jerzy I Rakoczy.
Latem 1644, w trzech krwawych bitwach pod Fryburgiem Bryzgowijskim starły się armia bawarska dowodzona przez feldmarszałka von Mercy i oddziały francuskie pod wodzą Wielkiego Kondeusza i marszałka de Turenne, lecz mimo dotkliwych strat po obu stronach i ogromnych zniszczeń w samym mieście bitwy te nie przyniosły militarnego rozstrzygnięcia. Lennart Torstensson zadał klęski wojskom austriackim pod Jüteborgiem (1644) i Jankovem (1645).
W 1644 cesarz Ferdynand III przyznał książętom Rzeszy prawo do samodzielnego zawierania sojuszów i prowadzenia wojen, jeśli nie są one skierowane przeciw cesarzowi i Cesarstwu. Liczył w tym na uzyskanie szerokiego poparcia w trakcie negocjacji pokojowych, równocześnie jednak udzielając cesarskiego przyzwolenia na prowadzenie przez książąt niemieckich niezależnej polityki zagranicznej, co wzmacniało ich pozycję względem cesarza i obcych władców.
W 1646 francuska armia Kondeusza wyparła siły hiszpańskie z południowej i centralnej Francji.
W 1647 Francuzi i Szwedzi wkroczyli do Bawarii, tym samym wyłączając ją z konfliktu. Zawieszenie broni podpisali elektor Bawarii Maksymilian, elektor Kolonii oraz biskup Leodium, Münsteru i Hildesheim – Ferdynand von Wittelsbach, a także elektor Moguncji – Anselm Casimir Wambolt von Umstadt.
Współudział Francji w wojnie charakteryzował się stałym przechylaniem zwycięstwa na stronę koalicji antyhabsburskiej. Ostateczny cios Habsburgom został zadany w bitwie pod Zusmarshausen, gdy połączone armie francusko-szwedzkie pod dowództwem Carla Wrangla i Henri de Turenne’a wyparły wojska Habsburgów na terytorium Austrii. Całe Czechy znalazły się w rękach szwedzkich. Francuzom dowodzonym przez Kondeusza udało się także pokonać liczniejsze oddziały hiszpańskie arcyksięcia Leopolda Wilhelma w bitwie pod Lens.

## Europa po wojnie
Wojna trzydziestoletnia spowodowała wielkie spustoszenia wszystkich terytoriów niemieckich i straty ludzkie, sięgające w niektórych krajach Rzeszy od 33% do 50% zaludnienia. Według ostrożnych szacunków, zginąć mogło nawet 8 milionów ludzi, z czego zdecydowaną większość stanowili cywile. Zawarty w 1648 pokój westfalski zmienił oblicze Europy na dziesiątki lat. Francja stała się największą potęgą europejską i otrzymała Alzację oraz biskupstwa Toul, Metz i Verdun. Szwecja usadowiła się na południowych wybrzeżach Bałtyku, przypadły jej Pomorze Zachodnie i szereg portów, w tym Szczecin. Saksonia uzyskała Łużyce, Brandenburgia – wschodnią część Pomorza Zachodniego z Kołobrzegiem. Uznana została niepodległość Szwajcarii i Republiki Zjednoczonych Prowincji (zniesiono nad nimi oficjalnie zwierzchnictwo cesarza rzymsko-niemieckiego i wyłączono je z terytorium Rzeszy). Artykuły augsburskiego pokoju religijnego rozciągnięto na kalwinistów.
Wojnę trzydziestoletnią określić można jako pierwszą w drugiej połowie II tysiąclecia paneuropejską wojnę, w której wzięły udział prawie wszystkie liczące się państwa. Miała ona charakter wojny religijnej, ale głównym jej powodem była rywalizacja państw o hegemonię w Europie. Rozwój kultury czeskiej został na wiele lat zahamowany, upadło Księstwo Pomorskie. Choć Austria została pokonana w Niemczech, jej pozycja uległa dalszemu wzmocnieniu na Węgrzech i w Czechach. Wojna francusko-hiszpańska trwała jeszcze do 1659 roku, gdy na północy Hiszpanii w Bidassoa podpisano pokój pirenejski.

## Chronologia militarna wojny trzydziestoletniej
| Rok  | Wydarzenia |
| ---- | --- |
| 1618 | - oblężenie Pilzna - walki pod Caslarem - bitwa pod Lomnicą - bitwa pod Nowym Hradem |
| 1619 | - bitwa pod Záblatí - bitwa pod Dolními Věstonicami |
| 1620 | - potyczka pod Senomati - bitwa pod Langenlois - bitwa pod Sitzendorfem - bitwa pod Vodnanami - bitwa na Białej Górze |
| 1621 | - oblężenie Titz - oblężenie Aldenhoven - potyczka pod Westhofen - bitwa pod Ołomuńcem - oblężenie Julich |
| 1622 | - bitwa pod Mingolsheim (27 kwietnia) - oblężenie Dilsbergu - bitwa pod Wimpfen (6 maja) - Bitwa pod Höchst (20 czerwca) - bitwa pod Fleurus (29 sierpnia) - oblężenie Kłodzka (kapitulacja 28 października) |
| 1623 | - bitwa pod Stadtlohn - potyczka pod Altenorythe |
| 1624 | - oblężenie Bredy |
| 1625 | - oblężenie Nienburga - oblężenie Calenbergu - potyczka pod Hanowerem - potyczka pod Seelze |
| 1626 | - potyczka pod Clausthal - bitwa pod Dessau - bitwa pod Lutter am Barenberge - oblężenie Neustadt |
| 1627 | - oblężenie Northeim - oblężenie Rendsburga - bitwa pod Alborgiem - potyczka pod Barnimiem - bitwa pod Granowem |
| 1628 | - oblężenie Stade - oblężenie Krempe - bitwa pod Wołogoszczą (12 sierpnia) |
| 1630 | - potyczka pod Belum |
| 1631 | - oblężenie Trimbergu - oblężenie Steinheim - oblężenie Magdeburga - oblężenie Wismaru - bitwa pod Breitenfeld |
| 1632 | - oblężenie Breisach - bitwa pod Schirndinger Pass - oblężenie Bernfeld - oblężenie Donauworth - bitwa pod Rain nad rzeką Lech - bitwa pod Norymbergą (24 sierpnia 1632) - bitwa pod Lützen - masakra w Schrobenhausen - oblężenie Maastricht - potyczka pod Rippach                                                         |
| 1633 | - oblężenie Memmingen - oblężenie Obergrombach - oblężenie Peine - oblężenie Hochkonigsburga - bitwa pod Kegeln bei Blotzheim - bitwa pod Pretzfeld - bitwa pod Oldendorf - oblężenie Kronach - bitwa pod Pfaffenhofen - bitwa pod Steinau                                                                                   |
| 1634 | - oblężenie Langenburga - oblężenie Ulm - oblężenie Schorndorfu - oblężenie Uberlingen - oblężenie Regensburga - oblężenie Asperg - bitwa pod Nördlingen |
| 1635 | - oblężenie Hanau - oblężenie Augsburga - oblężenie Ottenstein - oblężenie Babenhausen - bitwa pod Dillenburgiem - bitwa pod Domitz |
| 1636 | - oblężenie Dorsten - bitwa pod Champlitte - bitwa pod Haselunne - bitwa pod Wittstock |
| 1637 | - potyczka pod Juteborgiem - bitwa pod Ettenheim |
| 1638 | - bitwa pod Rheinfelden - bitwa pod Wittenweier - bitwa pod Thann - bitwa pod Vlotho (17 października) |
| 1639 | - bitwa pod Gravelines - oblężenie Freiberg - bitwa pod Chemnitz (14 kwietnia) |
| 1640 | - potyczka pod Riebelsdorf |
| 1641 | - oblężenie Dorsten - bitwa pod Wolfenbüttel (29 czerwca) |
| 1642 | - bitwa pod Kempen - bitwa pod Marfee - bitwa pod Honnecourt (26 maja) - bitwa pod Świdnicą (31 maja) - II bitwa pod Breitenfeld (2 listopada) |
| 1643 | - bitwa pod Rocroi - oblężenie Rottweil - bitwa pod Tuttlingen |
| 1644 | - oblężenie Breitenburga - bitwa pod Norre Sundby - oblężenie Uberlingen - bitwa morska pod List - bitwa morska pod Puttgarden - bitwa pod Juteborgiem (23 listopada) - bitwa morska pod Colberger Heide (1 lipca) - bitwa pod Fryburgiem (3 sierpnia, 5 sierpnia i 9 sierpnia) - bitwa morska pod Fehmarn (23 października) |
| 1645 | - oblężenie Lindau - oblężenie Stade - oblężenie Regensburga - bitwa pod Jankowem (6 marca) - bitwa pod Herbsthausen (5 maja) - bitwa pod Nördlingen |
| 1646 | - atak na Ulrichstein |
| 1647 | - oblężenie Giessen - oblężenie Furstenau - oblężenie Eger |
| 1648 | - bitwa pod Zusmarshausen - bitwa pod Wevelinghoven - oblężenie Pragi - bitwa pod Lens |

## W kulturze
- Przygody Simplicissimusa Hansa Jakoba Christoffela von Grimmelshausena, powieść łotrzykowska (1669) oparta częściowo na przeżyciach autora w czasie konfliktu
- Historia wojny trzydziestoletniej Friedricha Schillera, dzieło historyczne (1791–1793)
- Wallenstein, trzyczęściowy dramat Friedricha Schillera (1800)
- Matka Courage i jej dzieci, dramat Bertolta Brechta (1941)
- Spotkanie w Telgte, powieść Güntera Grassa (1979)
- Ostatnia dolina, amerykańsko-brytyjski film historyczny w reż. Jamesa Clavella (1970)
- A lifetime of war(inne języki), utwór zespołu Sabaton
- Koniec wojny trzydziestoletniej, utwór Jacka Kaczmarskiego, Przemysława Gintrowskiego i Zbigniewa Łapińskiego[49]